# Из жизни разбойников
«Из жизни разбойников» — российский рисованный мультфильм в 2 частях 2002-2004 годов режиссёра Софьи Кравцовой. «Мастер-фильм» выпустил этот мультфильм по детскому роману норвежского писателя Турбьёрна Эгнера «Люди и разбойники из Кардамона», ставшего классикой детской литературы в Норвегии. Фильмы участвовали в конкурсной программе фестивалей Суздаль-2003 и Суздаль-2005. Сюжет значительно отличается от книги и повествование достаточно укорочено по сравнению с оригиналом.
Весёлая сказка о незадачливых разбойниках и одной строгой даме.

## Сюжет
1 часть. В обветшалом доме за городом живут 3 брата-разбойника. Старшего и усатого зовут Каспер, среднего и похожего на мальчика — Еспер, младшего и толстого — Юнатан. С ними также живут лев и поросёнок. Они живут в полнейшем беспорядке и не могут находить свои вещи, а порой даже друг друга. И однажды они решают найти себе женщину-прислугу. И для этого они решат похитить тётушку Софию, живущую в городе. И пробравшись к ней ночью домой, они похищают её и затаскивают себе в логово. Рано утром тётушка София начинает проводить в доме разбойников порядок. Заставила их мыть посуду и наводить в доме чистоту и даже вынудила разбойников искупаться в ванне, несмотря на то, что они годами не мылись. И в конце их ждёт обильный пир, приготовленный тётушкой Софией. Но устав от такой опрятной и чистоплотной жизни, они решают избавиться от неё и возвращают её домой. Но в конце она всё же возвращается к ним.
2 часть. Фильм второй о новогодних приключениях трёх разбойников и тётушки Софии. Наступает Рождество, а у разбойников нету в запасе еды. Поэтому они отправляются в город и начинают там немного подворовывать. Еспер, засмотревшись на витрину с игрушечным трамваем, представляет себя водителем трамвая, но остальные разбойники быстро приводят его в чувство. Случайным образом они заблуждаются в лабиринте, но быстро выбираются из него и оказываются на рождественской площади, где горит ёлка. Разбойники завидуют горожанам, которые могут веселиться, в отличие от них. Поэтому они решают угнать трамвай. В нём они находят много сладостей и игрушек для местной детворы. Трамвай в конце приезжает на праздничную площадь к горожанам и те принимают разбойников за организаторов праздника и им приходится отдать своё награбленное добро малышам. В последствии им нечем праздновать, но в итоге в их логово врывается тётушка София с полным мешком подарков. А затем к ним залетают вороны погреться. В конце все счастливы и радостно отмечают Рождество.

## Роли озвучивали
- Каспер — Василий Куприянов
- Еспер — Александр Малов
- Юнатан, Лев — Дмитрий Ячевский
- Тётушка София — Ольга Волкова

## Восприятие
Диплом «За лучший режиссерский дебют» на VIII Открытом Российском фестивале анимационного кино в Суздале 2003.
Искусствовед Александра Василькова отметила: «У Кравцовой получилось именно то, чего нам столько лет недоставало: хороший детский фильм (а потом — еще несколько детских фильмов, по большей части — вполне удавшихся)». По мнению журналиста и редактора анимационных фильмов Марии Костюкевич, у Кравцовой получился «весьма симпатичный фильм». Анастасия Бельтюкова («Коммерсантъ») высоко оценила мультфильм, включив его в свою колонку «Лучшие российские мультфильмы по субботам».

## Издание на DVD
В 2006 году этот мультфильм была выпущена на DVD компанией «Союз Видео». В сбориник вощли также мультфильмы:
«Шерлок Холмс и доктор Ватсон» (2005), «Шамбала» (2004), «Ветер вдоль берега» (2003), «Туннелирование» (2005), «Медленное бистро» (2002), «Потоп» (2004). Также был выпущен в одноимённом сборнике лучших российских мультфильмов компанией «Мистерия звука» в серии «Мультяшки в кармашке», в котором также содержался мультфильм «Эволюция Петра Сенцова» и   к нему прилагалась игра. Помимо того этот мультфильм был выпущен на VHS в 2004 году в сборнике «Мультипотам и другие...».